# Aššur-rabi II.
Aššur-rabi II. (Aschschur-rabi) war König des Assyrischen Reiches und regierte 1012 v. Chr. bis 972 v. Chr. Damit war er einer der am längsten amtierenden assyrischen Könige überhaupt.
Aššur-rabi II. war ein jüngerer Sohn des Königs Aššur-nâṣir-apli I. und folgte seinem Neffen Aššur-nirari IV. auf den Thron, möglicherweise indem er ihn stürzte. Angesichts der mangelhaften Quellenlage ist wenig über seine Herrschaft bekannt. Die Epoche gilt als dunkles Zeitalter Assyriens. Einer Inschrift des Königs Šulmanu-ašared III. zufolge verlor Aššur-rabi II. die Städte Mutkinu östlich des Euphrats und Pitru am Sagur an die Aramäer. Auch darüber hinaus gelang diesen in seiner Regierungszeit eine umfangreiche Landnahme im Gebiet des Euphrats auf Kosten des Assyrischen Reiches.
Aššur-rabi II. wird er als Erbauer des Bit-nathi, eines Teiles des Ištartempels von Ninive, sowie als Zeitgenosse des Širikti-Šuqamuna aus der Dynastie von Bazi (reg. 983 v. Chr.) genannt.
Sein Nachfolger wurde sein Sohn Aššur-reš-iši II.